# Novelle Hamilton Richards
Sir Novelle Hamilton Richards (* 24. November 1917 in Liberta, Antigua; † 1986 auf Antigua) war ein Schriftsteller und Politiker aus Antigua und Barbuda.

## Leben
Er besuchte zunächst Schulen auf Antigua und absolvierte dann am London Polytechnic Institute eine Journalistenausbildung. 1951, als auf dem Inselstaat das Wahlrecht für Arbeiter eingeführt wurde, wurde er zum ersten Mal in den Antigua Legislative Council (den Gesetzgebenden Rat) gewählt. 1958 zog er als Abgeordneter ins Parlament der Westindischen Föderation ein, gehörte der Regierung an und übernahm zeitweise die Aufgaben des Premierministers. Als Großbritannien dem Land 1967 die innere Autonomie gewährte, wurde er zum Präsidenten des Senats von Antigua und Barbuda gewählt und noch im selben Jahr von den Regierungen der ostkaribischen Staaten zum Ersten Vorsitzenden der Diplomatischen Handelskommission in Kanada berufen. Als stellvertretender Generalgouverneur seines Landes verstarb er 1986.

## Werke
- Fair Antigua, We Salute Thee, Nationalhymne von Antigua und Barbuda
- The Struggle and the Conquest (1967), eine Geschichte des Inselstaates
- The Twilight Hour (1971)
- Tropic Gems (1974)
- Vines of Freedom